# Grazia Ceccherini
 (mai 2025).
Motif : Rien de notable : article promotionnel
- Archive Wikiwix
- Bing
- Cairn
- DuckDuckGo
- E. Universalis
- Gallica
- Google
- G. Books
- G. News
- G. Scholar
- Persée
- Qwant
- (zh) Baidu
- (ru) Yandex
- (wd) trouver des œuvres sur Wikidata

| 1. | Préciser le motif de la pose du bandeau. | Précisez le motif de la pose du bandeau en utilisant la syntaxe suivante : {{admissibilité à vérifier\|date=juillet 2025\|motif=remplacez ce texte par le motif}}                      |
| 2. | Informer les utilisateurs concernés.     | Pensez à avertir le créateur de l'article, par exemple, en insérant le code ci-dessous sur sa page de discussion : {{subst:avertissement admissibilité à vérifier\|Grazia Ceccherini}} |

 (avril 2024).
Si vous disposez d'ouvrages ou d'articles de référence ou si vous connaissez des sites web de qualité traitant du thème abordé ici, merci de compléter l'article en donnant les références utiles à sa vérifiabilité et en les liant à la section « Notes et références ».
 (avril 2024).
La mise en forme du texte ne suit pas les recommandations de Wikipédia : il faut le « wikifier ».
Les points d'amélioration suivants sont les cas les plus fréquents. Le détail des points à revoir est peut-être précisé sur la page de discussion.
- Les titres sont pré-formatés par le logiciel. Ils ne sont ni en capitales, ni en gras.
- Le texte ne doit pas être écrit en capitales (les noms de famille non plus), ni en gras, ni en italique, ni en « petit »…
- Le gras n'est utilisé que pour surligner le titre de l'article dans l'introduction, une seule fois.
- L'italique est rarement utilisé : mots en langue étrangère, titres d'œuvres, noms de bateaux, etc.
- Les citations ne sont pas en italique mais en corps de texte normal. Elles sont entourées par des guillemets français : « et ».
- Les listes à puces sont à éviter, des paragraphes rédigés étant largement préférés. Les tableaux sont à réserver à la présentation de données structurées (résultats, etc.).
- Les appels de note de bas de page (petits chiffres en exposant, introduits par l'outil «  Source ») sont à placer entre la fin de phrase et le point final[comme ça].
- Les liens internes (vers d'autres articles de Wikipédia) sont à choisir avec parcimonie. Créez des liens vers des articles approfondissant le sujet. Les termes génériques sans rapport avec le sujet sont à éviter, ainsi que les répétitions de liens vers un même terme.
- Les liens externes sont à placer uniquement dans une section « Liens externes », à la fin de l'article. Ces liens sont à choisir avec parcimonie suivant les règles définies. Si un lien sert de source à l'article, son insertion dans le texte est à faire par les notes de bas de page.
- La présentation des références doit suivre les conventions bibliographiques. Il est recommandé d'utiliser les modèles {{Ouvrage}}, {{Chapitre}}, {{Article}}, {{Lien web}} et/ou {{Bibliographie}}. Le mode d'édition visuel peut mettre en forme automatiquement les références.
- Insérer une infobox (cadre d'informations à droite) n'est pas obligatoire pour parachever la mise en page.

Pour une aide détaillée, merci de consulter Aide:Wikification.
Si vous pensez que ces points ont été résolus, vous pouvez retirer ce bandeau et améliorer la mise en forme d'un autre article.
Pour les articles homonymes, voir Ceccherini.
Grazia Ceccherini, (née en 1998 à Ferrare), est une spécialiste de la langue italienne, japonaise, auteure et mannequin vivant au Japon. Professeure d'italien à l'école de langue SOLE. Elle travaille également comme conférencière et collabore avec des YouTubers.

## Formation
- 2020: Diplômée de l'Université Ca' Foscari de Venise, Faculté d'Études Asiatiques, Méditerranéennes et Africaines, Département des Langues Étrangères, Cultures et Sociologie Asie-Méditerranéennes et Africaines (Licence), études de longue durée à l'étranger à Showa Women's University[4]
- 2020-: Master of Education (M.Ed) à l'Université du Peuple[3]

## Publications
- 2020, Language Education 英語を話せない理由とは？[5]
- 2025, Grazia, “ambasciatrice” di Ferrara in Giappone: «Parlo sempre della città»[6]

## Carrière de mannequin
- SPECCHIO (2024)[7]
- HONDA Google built-in (2023)[8]
- NOHGA HOTEL UENO PV （2022）[9]

## Autres activités
- Depuis 2020, elle est représentante et enseignante à l'école de langues SOLE[2].
- YouTuber[10],[3]e Tiktokeuse[11].
- Aussi connue au Japon sous le surnom de Megumi (恵?)[1].
- Elle est multilingue en anglais, japonais, italien, français, allemand, langue des signes italienne, espagnol, chinois et thaï[3],[2],[6]